# Серебристая нить
«Серебристая нить» — советский двухсерийный телефильм 1984 года снятый на киностудии «Таджикфильм» режиссёром Мукадасом Махмудовым.

## Сюжет
«Белое золото» (хлопок) проходит долгий путь от хлопкового поля до текстильного комбината, и на этом пути люди отдают серебристой нити свою заботу, труд и любовь. История любви таджика Султана Асоева — механизатора на хлопковых полях, и русской девушки — знатной ткачихи Светланы Гончаровой.

## В ролях
- Ольга Битюкова — Светлана Гончарова
- Керим Аннанов — Султан Асоев
- Виктор Шульгин — Журавлёв
- Максуд Иматшоев — Сиродж
- Гульнора Ульмасова — Мавджуда
- Виктор Павлов — Дорофеев
- Наргиз Сайфуллаева — Машенька
- Алаутай Латфи — Саид-ака
- Юнус Юсупов — Павлон-ака
- Людмила Супинская — Рано
- Баба Аннанов — Назаров
- Нурулло Абдуллаев — Хамраев
- Яна Друзь — Таня
- Мухамадали Махмадов — Нуров

## Съёмки
Фильм снимался в городе Калуга.